# David Warbeck
David Warbeck (Christchurch, 1941. november 17. – London, 1997. július 23.) brit filmszínész és modell.

## Életútja

### Tanulmányai és filmművészet előtti élete
Új-Zélandon született David Mitchell néven, amelyet később változtatott Warbeckre. Kezdetben nehéz fizikai munkával (például építkezéseken) kereste kenyerét, majd modell lett. Évekig dolgozott modellként és csak jóval később kezdett színészetet tanulni, először szülőhazájában, amit színházi előadásokban kamatoztatott. Ezek közül a leghíresebbek a Hamlet (Laertes), az Othello (Cassio), a Rómeó és Júlia (Rómeó), a Godot-ra várva (Estragon), valamint a Pygmalion (Higgins professzor). Ezek a színdarabok a Rep & Theatre Groups csoport színházában futottak. Később rendezett is színielőadásokat, melyek közül kettő, a Hamlet és az Egy csepp méz díjat is nyert.
Későbbi tanulmányait Angliában, a londoni Royal Academy of Dramatic Art-on folytatta. Vizsgaelőadásai között szerepelt a Rómeó és Júlia és a III. Richárd főszerepe is.

### Filmes kezdetek
Első filmszerepét nem Új-Zélandon, hanem Angliában egy romantikus vígjátékban kapta 1960-ban. A film címe Harminc, az veszélyes kor, Cynthia (30 Is A Dangerous Age, Cynthia). Rendezte: Joseph McGrath. A főszerepet Dudley Moore játszotta, Warbecket a stáblistán nem tüntették fel. Ugyanúgy az 1964-es Runaway (rendező: John O'Shea) című dráma-thrillerben sem, ez utóbbi Új-Zélandon készült.

### Híresebb filmekben
Az 1969-es év jelentett áttörést művész életében. John Hough filmre vitte Robin Hood történetét, és művében Warbeck kapta a címszerepet. A film címe Farkasfej (Wolfshead: The legend of Robin Hood). E főszerep után mellékszereplőként (Kenworthy) tűnt fel a Kedvesem, fiam című drámában, amely 1970-ben készült John Newman rendezésében, Romy Schneider főszereplésével. A két film között a The Borderers és a Journey to the Unknown televíziós sorozatokban szerepelt. 1970-ben szerepelt első horrorfilmjében, a Trogban, melyben egy Alan Davis nevű újságírót játszott. Itt a főszerepet a fénykorán már túllévő hollywoodi filmcsillag, Joan Crawford alakította, a rendező pedig a szintén népszerű Freddie Francis volt. Második horrorfilmje, (az 1971-ben készült) Gonosz és az ikrek (Twins of Evil) John Hough-nak köszönhető. Itt Anton Hoffer karakterének megformálójaként már főszerepet játszott Peter Cushing oldalán. A két horroralkotás között az UFO című sorozat két epizódjában szerepelt mint Skydiver kapitány. A két rész címe: Destruction (1970) és Reflections in water (1971).
Az olaszok híres rendezője, akit sokan „jóságos barnamedvének" ismernek, Sergio Leone 1971-ben rendezte meg egyik legismertebb westernjét, a Maroknyi dinamitot (Giù la testa), melyben Warbeck Sean Nolan szerepét játszotta, aki a főszereplő (James Coburn) emlékeiben tűnik fel. Coburn mellett a másik főszereplő Rod Steiger. Ez a kis „vadnyugati” kitérő volt Warbeck első olasz filmezése. A többi előtt még a brit szigetországban szerepelt Martin Campbell első filmjében, az erotikus The Sex Thiefben Grant Henryként: a film 1973-ban készült. Ugyanabban az évben forgatták a The Black Snake című erotikus drámát, melyben Warbeck Sir Charles Walker és Ronald Sopwith kettős szerepét alakította. A rendező Russ Meyer, a női főszereplő Anouska Hempbel volt. És még mindig ebben az évben szerepelt a Spytrap sorozatban Douglas Armstrong megformálójaként, egymás után három epizódban is. 1974-ben a Thriller című sorozatban Robert Millert játszotta a Sikoly a távolból című epizódban, melyet Peter Jeffries rendezett. A Craze újfent Freddie Francis-alkotás volt, és a főszerepet az amerikai „rosszfiú” Jack Palance játszotta: Warbeck egy Wilson nevű detektívet alakított. 1976-ban A pánik című filmben hasonló szerepköre volt, de ezúttal újra főszereplőként, mint rendőrkapitány, Kirk Dude néven. Ezt a horrort Tonino Ricci rendezte, a női főszerepet pedig Janet Agren játszotta. Alberto Sordi filmje, a A köz szemérme (Il Comune senso del pudore) megint mellékszereplővé degradálta Warbecket, mint Lady Chatterley lovagja. A főszereplők között maga a rendező és Claudia Cardinale is megjelent. Az 1970-es évek filmezés terén Warbeck számára 1976-ban zárult, mégpedig egy olyan szereppel, mely még a stáblistán sem szerepel. Enzo G. Castellari western-vígjátékában, a Maroknyi hagymában ugyanis a Napszemüveges gonosztevő megformálójának neve nem került Franco Nero és Martin Balsam nevével egy kópiára.

### Az 1980-as évek
Egy másik híres olasz rendező, Antonio Margheriti a nyolcvanas években öt filmet is készített a színész főszereplésével. Az elsőt mindjárt 1980-ban Az apokalipszis lovasai (The Last Hunter) címen forgatták, és bár háborús kalandnak készült jelenetei révén akár horror is lehetne. Harry E. Morris kapitány (Warbeck) egy fotóriporternőt (Tisa Farrow) védelmez, George Washington őrmester (Tony King) és Carlos (Bobby Rhodes) segítségével a vietnámi háború színterén, mindaddig míg a nő meg nem menekül.

Két film elkészítésének idejére Warbeck eltávolodott Antonio Margherititől, és a giallo nagymesterével, Lucio Fulcival készített két giallo horrort. Az első, A fekete macska (The Black Cat) 1981-ben készült el. 

Lucio Fulci egyik legismertebb horrorfilmjében, a Pokol hét kapuja című gialloban a férfi főszerepet, doktor John McCabe-t keltette életre. A szerepért 1994-ben díjat kapott az EuroFesten

 Itt Gorley felügyelőt alakítja, aki megmenti a fiatal riportert (Mimsy Farmer) a gonosz tudóstól (Patrick Magee). Ebben segítségére van Wilson őrmester (Al Cliver). A pokol hét kapuja (The Beyond) is 1981-ben készült. Ez Warbeck első és egyetlen olyan filmje amelyben zombik szerepelnek. Ő maga John McCabe doktor, a rejtélyes Mandevil város orvosa, aki a hotelörökösnővel (Catriona MacColl) menekülés közben jut el a pokolba, a film végére. E két film után Warbeck visszatért Antonio Margheritihez, és elkészítették újabb három közös filmjüket. A The Hunters of the Golden Cobra-t – (Bob Jackson – 1982), a Fuga dall'archipelago maledetto – (Tigris Joe – 1982) és a Napisten bárkája (Ark of the Sun God – Rick Spear – 1983 ) című kalandfilmeket. Kis időre újra külön útra tértek, és Warbeck egy angol-amerikai filmben vállalt mellékszerepet (egy FBI-ügynök) Roger Young 1984-ben készített Lassiter-ében (Lassiter), melyben a címszereplő Tom Selleck. Ezt a drámát megint két horror követi, melyeket Olaszországba visszatérve forgatott. A Miami horrort Alberto De Martino rendezte 1985-ben. De Martino Craig Milford szerepét bízta a színészre, aki eddigre ezt már a sokadik horror szerepléseként könyvelhette el. A Formula for a Murder szintén Alberto De Martino nevéhez fűződik: a rendező ebben a filmben negatív szerepet osztott Warbeckre, aki Craig néven ezzel a szereppel is boldogult. 1987-ben forgatta Antonio Margheritivel utolsó közös filmjüket. Ez pedig Robert Louis Stevenson, A kincses sziget című regényének feldolgozása, háromórás moziváltozat, valamint egy nyolc részes tévésorozat formájában. Forgatókönyvíró: Renato Castellani. A regény többi feldolgozásával ellentétben ez az űrben játszódik, és itt nem csak Long John Silver szerepét alakítják hírességek. A film teljes címe Kincses sziget az űrben (Treasure Island in Outer Space): az előbb említett sánta kalózt Anthony Quinn személyesítette meg. Jim Hawkins szerepében a fiatalon elhunyt Itaco Nardulli látható, míg David Warbeck alakítja doktor Liveseyt, aki Jim barátja majd a hajó orvosa. A Lovagot Philippe Leroy keltette életre, Smollet kapitányt pedig a német Klaus Löwitsch. A kalózok megformálói között pedig olyan színészek neveit találhatjuk, mint Giovanni Lombardo Radice (Hands), Salvatore Borghese (Paddy), Bobby Rhodes (Fekete Kutya), Renato de Carmine (Arrow), Al Yamanouchi (Shadow). Ernest Borgnine pedig Bones kormányos szerepében látható.
Az 1980-as években készített utolsó horrorja Ratman melyben Fred Williams néven Janet Agren párját alakítja, az ellenség pedig az igen kegyetlen Patkányember (Nelson de la Rosa). Filmezés szempontjából Warbeck ezt az évtizedet 1988-ban a Domino Blind nevű mellékszerepével zárta Amerikában. Ivana Massetti filmjében Brigitte Nielsen a főszereplő.

### Az utolsó évtized
Két év elteltével állt újra kamerák elé ott ahol Fabrizio De Angelis viszont a kamerák mögött állt. Először a Karate rock készült el ebben a felállásban és övé John Foster szerepe. Az Arizona Road már 1991-es, itt azonban egy nem ismert nevű sherrif-et testesít meg. Il Ragazzo delle mani d'acciaio című filmsorozatban a negyedik résztől a nyolcadikig szerepel, mint a főszereplő apja, aki mellesleg a helyi sherrif.
Az ötödik és hatodik rész közé ékelődött be A Hornsby e Rodriguez – sfida criminale című akciófilm Charles Napier főszereplésével Umberto Lenzi rendezésével az 1992-es évben (szerepe Mendoza). Egy évvel később Bruno Mattei irányításával forgatta a Dangerous Attraction-t, mint Lanfranco De Molinis. A film stílusát tekintve thriller. Három évvel később 1996-ban újra horrorfilmben domborít. A Fatal Frames egy gyilkosságsorozatról szól, ahol ő nyomoz a gyilkos után, de Stefania Stella fortélyos cselekedetei miatt az ártatlan Alex Ritt-re (Rick Gianasi) terelődik a gyanú amit a klip-rendező nem tud tisztázni. A nyomozó neve Bonelli. A rengeteg horror-rendezőt és horror-színészt felvonultató Sick-o-pathics is 1996-ban készült és a nagyrészt cameo szerepeket játszó hírességek mellett David Warbeck egy Loonies nevű orvost játszik. A filmben többek között látható még Stefania Stella, Linnea Quigley, Rick Gianasi, Lucio Fulci, Antonella Fulci, Joe D'Amato, Dardano Sacchetti.
A Favola hozta a "legrangosabb" szerepét, itt ugyanis mint király tűnik fel Fabrizio De Angelis filmjében szintén még 1996-ban. Sudden Fury pedig egy újabb negatív szerepet hozott, és Pike a kegyetlen, szadista gyilkos meg is hal Darren Ward filmjének elején, ami 1997-ben készült egy évben a Pervirella című erotikus horrorral, ahol Amicus Reilly egy előkelő úr a vámpírokkal és szörnyekkel teli kitalált világban, amelyet Alex Chandon álmodott meg filmnézők számára.

#### Halála és utolsó filmje
Az 1998-ban bemutatott Razor Blade Smile (rendező Jake West) bemutatását már nem érhette meg. 1997. július 23-án, ötvenöt évesen, rákos megbetegedés következtében elhunyt Londonban

## Érdekességek
- David Warbeck 185 cm magas, barna szemű és barna hajú volt.
- 1981-ben jelentkezett James Bond szerepére, de a Szigorúan bizalmas részben Roger Moore kapta a címszerepet.
- A Craze című filmben Wilson néven nyomozót alakít, de ugyanez a neve Al Cliver karakterének is, az A fekete macska (The Black Cat) című, Lucio Fulci alkotásban azzal a különbséggel, hogy Al Cliver őrmester rangban van és Gorley felügyelő (Warbeck) beosztottja.
- Al Cliver két filmben játszott együtt Warbeckkel és mindkettőben (A fekete macska), (A pokol hét kapuja) a kollégáját alakítja. Mind két filmet Lucio Fulci rendezte és ő maga is szerepelt bennük. Előbbiben mint orvos, utóbbiban pedig mint könyvtáros.

### Legtöbbször vele együtt dolgozók
Színészek
- Luciano Pigozzi (4 filmben)
- R. Emmett Fitzsimmons (3 filmben)
- Lucio Fulci (3 filmben) – Ezekből kettőt ő maga rendezett
- John Steiner (3 filmben)

Színésznők
- Janet Agren (3 filmben)
- Kathleen Byron (3 filmben)
- Dorian D. Field (3 filmben)

Rendezők
- Fabrizio De Angelis (8 filmben)
- Antonio Margheriti (5 filmben)

Zeneszerzők
- Francesco De Masi (2 filmben)
- François Evans (2 filmben)
- Franco Micalizzi (2 filmben)
- Carlo Savina (2 filmben)
- John Scott (2 filmben)

## Válogatott filmográfia
| Év   | Cím                                 | Magyar cím                                   | Szerep                                     | Rendező             | Magyar hang            |
| ---- | ----------------------------------- | -------------------------------------------- | ------------------------------------------ | ------------------- | ---------------------- |
| 1998 | Razor Blade Smile                   | nem jelent meg magyarul                      | Helyszínelő halottkém „A horrormozi ember” | Jake West           |                        |
| 1996 | Favola                              | Szerelmi történet                            | A király                                   | Fabrizio De Angelis |                        |
| 1987 | Treasure Island in Outer Space      | Kincses sziget az űrben                      | Livesy doktor                              | Antonio Margheriti  | Fülöp Zsigmond         |
| 1984 | Lassiter                            | Lassiter                                     | FBI-ügynök                                 | Roger Young         |                        |
| 1983 | Ark of the Sun God                  | A Napisten bárkája Túlélők a halál városában | Rick Spear                                 | Antonio Margheriti  | Kovács István          |
| 1982 | Fuga dall'archipelago maledetto     | Menekülés az elátkozott szigetcsoportról     | Tiger Joe                                  | Antonio Margheriti  |                        |
| 1982 | The Hunters of the Golden Cobra     | Az arany kobra elrablói                      | Bob Jackson                                | Antonio Margheriti  |                        |
| 1982 | Bakterion                           | A pánik                                      | Kirk százados                              | Tonino Ricci        | Hankó Attila           |
| 1981 | The Beyond                          | A pokol hét kapuja                           | John McCabe doktor                         | Lucio Fulci         | Bozsó Péter            |
| 1981 | The Black Cat                       | A fekete macska                              | Gorley felügyelő                           | Lucio Fulci         | Sinkovits-Vitay András |
| 1980 | The Last Hunter                     | Vietnam pokla Az apokalipszis lovasai        | Henry Morris kapitány                      | Antonio Margheriti  |                        |
| 1973 | Black Snake                         | Fekete kígyó                                 | Sir Charles Walker / Ronald Sopwith        | Russ Meyer          |                        |
| 1971 | Twins of Evil                       | Az ikrek és a gonosz                         | Anton Hoffer                               | John Hough          |                        |
| 1971 | Giù la testa                        | Maroknyi dinamit                             | Sean Nolan                                 | Sergio Leone        | nem szólal meg         |
| 1970 | Trog                                | A szörny                                     | Alan Davis                                 | Freddie Francis     |                        |
| 1969 | Wolfshead: The Legend of Robin Hood | Farkasfej                                    | Robin Hood                                 | John Hough          | Vogt Károly            |
| 1969 | The Ballad of Tam Lin               | Tam Lin                                      | N/A                                        | Roddy McDowall      |                        |